# ラッセル・ステルワゴン
ラッセル・ステルワゴン(英語:Russell Bensinger Stellwagon, Jr. 1926年11月13日 - 2011年10月15日)は、TEAMの宣教師である。
1926年11月米国ルイジアナ州に生まれる。ボブ・ジョーンズ大学、ノースウェスタン・バイブル・カレッジで、聖書学を修めた。その後、イリノイ州のムーディ聖書学院で宣教学を研究した。
1951年10月、TEAMの宣教師として来日して、長野県を拠点にして、愛知県、岐阜県、新潟県の各地で伝道活動を行う。その間に、ドイツ出身の婦人宣教師ハンナ・ローリと結婚した。
英語の児童賛美歌の訳詩や作曲等を行い、来日後5年の1956年には後藤光三らの協力により、「救いのせいか」編集していのちのことば社より出版する。聖書に関する著作活動も行い、文書伝道の活動も行った。

## 著書
- 『救いのせいか』いのちのことば社、1956年
- 『聖書入門』いのちのことば社、1960年
- 『新聖書入門』いのちのことば社、1987年

## 訳詩
- 『ひろいふかい』Deep and wide
- 『みよみよ』Behold!,behold!
- 『うみのように』Wide as the Ocean
- 『うるわしイエス』Isn't He wonderful
- 『よろこびはわがこころに』Joy in my heart
- 『あふれる』Running over
- 『ひかりの子』I'll be a sunbeam
- 『わたしは小さい燈』This little light of mine
- 『ふくいんのかね』Gospel bells
- 『かしこいひととおろかな人』The wisw man and the foolish man
- 『ひかりのやま』Climb,climb up sunshine mountain
- 『ふくいんのきしゃ』The gospel train
- 『こんにちは』Good day